# Береговая эрозия в Луизиане

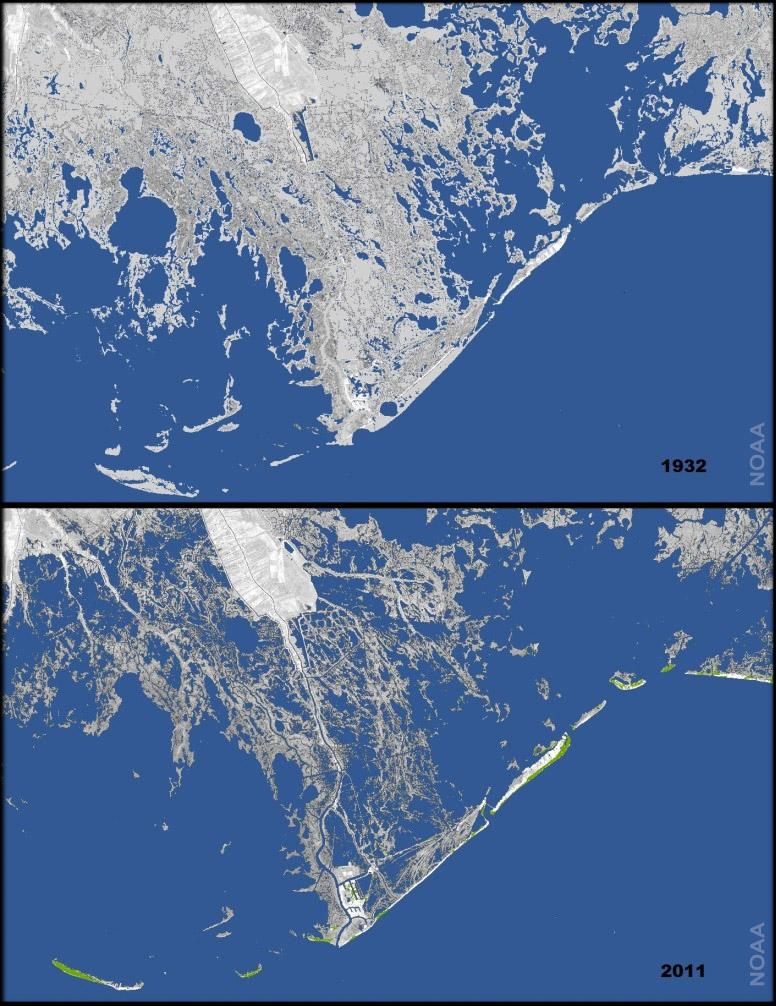
Истощение земель в прибрежной Луизиане с 1932 г. Национальное управление океанических и атмосферных исследований, 2013 г.

Береговая эрозия в Луизиане — это процесс постоянного истощения водно-болотных угодий вдоль береговой линии штата в болотах и на барьерных островах, особенно затрагивающий аллювиальный бассейн, окружающий устье реки Миссисипи у подножия Мексиканского залива в восточной половине побережья штата Луизиана. За предыдущее столетие Юго-восточная Луизиана потеряла значительную часть своих водно-болотистых угодий, и ожидается, что в ближайшем будущем их площадь уменьшится ещё больше. По некоторым данным, площадь потерь водно-болотистых угодий составляют около 1 футбольного поля в час. Одной из последствий береговой эрозии является увеличение уязвимости к ураганным штормовым приливам, воздействующих на столичную зону Нового Орлеана и прочие населённые пункты данного региона. Правительство штата составило всесторонний план по восстановлению береговой зоны и уже начало воплощать в жизнь различные проекты по её восстановлению, такие как «Утечка Свежей Воды» (процесс перемещения воды из реки или иного водного объекта в ближайшие водно-болотистые угодья путём создания искусственных каналов и шлюзов, регулирующих объём потока воды). Работа по восстановлению определённых зон должна быть приоритетной, поскольку маловероятно, что все истощённые регионы водно-болотистых угодий могут быть восстановлены.
Процесс прибрежной эрозии является результатом множества факторов, таких как повышение уровня моря, уменьшение отложений наносов в дельте реки Миссисипи, а также последующее постоянное затопление болот, водно-болотных угодий и соседних территорий вдоль побережья Луизианы в Мексиканском заливе. Факторы, способствующие этому, включают блокирование традиционно встречающихся отложений пресной воды и ила из реки, вызванное искусственными дамбами, которые были построены вверх и вниз по большей части реки за последнее столетие, что в настоящее время препятствует способности реки восполнять свои южные аллювиальные равнины, постоянно зависящие от притока некогда обильных отложений реки, которые обычно возникали во время ежегодных весенних паводков, от которых сейчас речные дамбы служат буфером для защиты жителей, домашнего скота и собственности, расположенных в регионах, прилегающих к реке по всей долине реки Миссисипи. Ухудшение положения приводит к гибели пресноводных и солоноватоводных растений, исторически будучи частью экосистемы, которые являются не только жизненно важной особенностью топографии водно-болотных угодий, но также служат для улавливания ила и, следовательно, необходимы для создания и поддержания болотных структур. По мере того, как среда обитания пресноводных и солоноватоводных растений отступает, соленая вода из Мексиканского залива продолжает вторгаться, убивая больше пресноводных растений, тем самым ещё больше разрушая ранее существовавшие грязевые образования, которые когда-то поддерживались этими растениями.
Другим фактором, обостряющим береговую эрозию в Юго-восточной Луизиане, является присутствие каналов, вырытых сквозь болота и водно-болотистые угодья, чаще всего служащих для логистических потребностей петрохимической промышленности, а в прошлом — лесозаготовительной промышленности, что поспособствовало наступлению солёной воды Мексиканского залива в ранее пресноводную и солоноватоводную среду обитания растений. Уплотнение наносного слоя ещё одним фактором, обостряющим данную проблему. Повышение уровня моря, вызванное глобальным потеплением, хоть и не являясь основной причиной, также считается способствующим фактором и поводом для дальнейшего беспокойства.